# روبر بونوآنتور
روبر بونوآنتور (فرانسوی: Robert Bonnaventure‎; ۸ اوت ۱۹۲۰ – ۲۴ ژانویهٔ ۲۰۱۵) دوچرخه‌سوار اهل فرانسه بود.